# Остров Мартенса
Остров Мартенса (норв. Martensøya) — остров, расположенный в Баренцевом море. Самый восточный остров в Группе семи островов, расположенной в архипелаге Шпицберген, к северу от Северо-восточной Земли.
Остров назван в честь немецкого врача Фредерика Мартенса (англ. Friderich Martens), который посетил Шпицберген в 1671 году.